# Буров, Александр Викторович
Александр Викторович Буров (род. 19 февраля 1961 года) — российский шашист, международный гроссмейстер, тренер высшей категории, чемпион России по русским шашкам (2014), двукратный призёр чемпионатов России (1997, 2016), чемпион России и Европы по заочной игре.

## Биография
Родился 19 февраля 1961 года.
С 1992 года работает тренером в МБУ СШ № 17 по шашкам им. А. Ф. Лазаренко, а также в секции «Шашки» д/к «Факел». За свою тренерскую деятельность воспитал двух мастеров спорта и несколько десятков кандидатов в мастера спорта.
Является учредителем Нижегородской федерации шашек.
В 2014 году выиграл чемпионат России по русским шашкам, который прошел в Сочи. В финальной стадии турнира набрал пять с половиной очков из семи возможных.
В 2015 году ему была присвоена категория «Спортивный судья всероссийской категории».

## Личная жизнь
Женат. Сын — Сергей Буров многократный чемпион России по русским шашкам в разные годы среди юношей, чемпион мира среди молодежи.